# Seltenbach (Neckar)
Der Seltenbach ist ein über 16 Kilometer langer linker Zufluss des Neckars beim Rottenburger Stadtteil Obernau im Landkreis Tübingen in Baden-Württemberg. Auf dem Oberlauf bis vor Ergenzingen wird er Sandegraben genannt.

## Geographie

### Verlauf
Der Seltenbach entsteht in unbeständigem Lauf auf der Hochfläche des Korngäus als Sandegraben nahe dem Friedhof am Ostrand des Stadtteils Hochdorf von Nagold. Ziemlich genau nach Osten durchzieht er das wenig eingetiefte Laiblestal nördlich des Eutinger Ortsteils Göttelfingen, wo ihm von links ein gleichfalls nur zeitweise wasserführender Bach zuläuft. Nahe südwestlich beim Rottenburger Stadtteil Baisingen nimmt er einen weiteren unbeständigen Zufluss von links auf, kurz danach einen von Westen her aus dem Korntal.
Erst etwas danach, im Westen des Rottenburger Ortsteils Ergenzingen, beginnt der beständige Lauf, auf dem er bald den Ort unterirdisch durchquert. Beim Sportgelände am südöstlichen Ortsrand tritt er wieder zu Tage und fließt dann noch weniger als einen Kilometer weit ostwärts und unter der A 81 hindurch, um sich dann in einem scharfen Bogen nach Südwesten zu wenden. Ab hier fließt er nach seinem bisherigen Flurlauf in nur wenig eingetiefter Talmulde auf der Hochebene, wo Äcker oft bis ans Ufer reichen, nun erstmals in einem tieferen Tal unter von Wald bestandenen Hängen. Die neue Richtung hält er nur kurz bis unterhalb des Klosters Liebfrauenhöhe bei, wo er sich, wiederum abrupt, nach Südosten kehrt und nun das enge, in die Gäuhochfläche eingetiefte, etwa sechs Kilometer lange und bewaldete Rommelstal mit einigen Talmäandern durchläuft, in welchem die Flur sich auf dem Talgrund später wieder lichtet. Das bis nach Obernau laufende Tal ist nach dem Familiennamen Rommel des für die Vermessung zuständigen königlichen Beamten benannt. Dann erreicht der Seltenbach den zweiten und letzten von ihm durchflossenen Ort Obernau am Eintritt ins weitere Neckartal, welcher größtenteils links liegt. Kaum zweihundert Meter, nachdem er sich vom Siedlungsbereich gelöst hat, mündet der Seltenbach schließlich auf Ostlauf und von links in den Neckar.

### Zuflüsse
Hierarchische Liste der Zuflüsse, jeweils von der Quelle zur Mündung. Auswahl.
- (Zufluss aus dem Lehenwald), von links nördlich von Göttelfingen, ca. 1,5 km. Unbeständig.
- Seewiesengraben, von links bei Baisingen, 1,6 km, unbeständig. Unbeständig.
  - Battenraingraben, von links kurz vor der Mündung, ca. 0,9 km.
- Korntalgraben, von rechts südlich von Baisingen, 2,3 km und 2,3 km². Unbeständig.
  - Birkengraben, von rechts gleich nach Göttelfingen, 0,6 km. Unbeständig.
- Hägnegraben, von rechts kurz vor Ergenzingen, 1,0 km.
- Saalgraben oder auch Salgraben mit Oberlauf Aischbach, von links in Ergenzingen, 3,7 km und 8,5 km². Der Aischbach ist auf kurzer Strecke bei Vollmaringen beständig, versickert danach, der Unterlauf Saalgraben ist dann unbeständig.
  - (Zufluss auf dem Aischbach-Abschnitt), von links nördlich von Vollmaringen, 0,3 km. Unbeständig.
  - (Zufluss aus den Gänsäckern), von links bei den Haitinger Höfen, 0,3 km. Unbeständig.
- Mönchstalgraben, von rechts in Ergenzingen, 0,9 km.
- (Zufluss aus der Linken Breitwiese), von rechts zwischen Ergenzingen und der ersten Laufkehre, 0,7 km. Unbeständig.
- Entenbach[4], von links an der ersten Laufkehre, ca. 1,0 km. Unbeständig.
- (Zufluss aus dem Grund), von links an der ersten Laufkehre, ca. 0,9 km. Am Unterlauf unbeständig.
- Aischbach, von links an der zweiten Laufkehre unterm Kloster Liebfrauenhöfe, 2,0 km und 2,2 km². Unbeständig.
- Passiert einen Weiher am rechten Ufer am Zulauf des vorigen, 0,3 ha.
- Kienhaldegraben, von rechts gleich nach der zweiten Laufkehre, 0,7 km. Unbeständig.
- (Klingenbach von der Neustetten-Wolfenhausener Winterhalde her), von links, ca. 0,7 km. Unbeständig.
- (Zufluss vom Rottenburg-Eckenweiler Friedhof her), von rechts, ca. 1,1 km. Unbeständig, Unterlaufklinge fast immer trocken.
- (Zufluss in der Klinge unter der Nonnenmauer), von links kurz vor dem nächsten.
- (Zufluss von der Hammelhansquelle in der Talaue), von rechts auf 385,6 m ü. NHN an einer Feldwegbrücke, ca. 0,1 km.
  - (Zufluss vom Rand des Hausackers bei Hennental), von rechts, ca. 1,5 km. Unbeständig, Unterlaufklinge fast immer trocken.

## Geschichte
Die Römer nutzten das Wasser des Seltenbachs etwa 100 n. Chr. zur Versorgung der etwa acht Kilometer östlich gelegenen Römerstadt Sumelocenna, dem „römischen Rottenburg“. Dazu wurde ein Aquädukt erbaut, von dem heute noch Überreste im Rommelstal erhalten sind. Im Mittelalter wurde das Wasser für Kurbäder verwendet. Als Ende des 19. Jahrhunderts der Wasserbedarf der nahe gelegenen Stadt Rottenburg stieg, wurde eine Wasserleitung nach Rottenburg verlegt. Bis 1953 wurde so ein Teil Rottenburgs mit Wasser aus dem Seltenbach versorgt.

## Sehenswürdigkeiten
- Überreste einer Römischen Wasserleitung im Rommelstal bei Obernau